# Tradedoubler
Tradedoubler es una empresa sueca de marketing digital con sede en Estocolmo. Fue fundada en 1999 por Felix Hagnö y Martin Lorentzon y cotizó en la Bolsa de Estocolmo en 2005.

## Historia

### Fundación y primeros años
En septiembre de 1999 Martin Lorentzon y Felix Hagnö fundaron Netstrategy que más tarde se convirtió en Tradedoubler, la primera red europea en ofrecer servicios de marketing de afiliación basados en rendimiento para anunciantes y editores. Desarrollaron una plataforma e infraestructura sólidas que permitieron a los comerciantes crear relaciones con los afiliados.

### Consolidación y actualidad
Durante 2002, Tradedoubler alcanzó la rentabilidad y duplicó tanto los ingresos como el beneficio bruto, generando ventas de más de 200 millones de euros para sus anunciantes durante ese año. En 2005 la empresa figuró en la lista del NASDAQ de Estocolmo y lanzó su una plataforma de gestión de socios globales que permite a los anunciantes y a las agencias seguir y gestionar sus actividades de marketing digital. La aplicación está impulsada por la misma tecnología que la red pública de afiliados de Tradedoubler y puede utilizarse como plataforma interna de seguimiento o como herramienta de gestión de afiliados.
En marzo de 2006, Tradedoubler compró por 1,25 millones de dólares un servicio de publicidad Advertigo que fue creado por Daniel Ek, el futuro fundador de Spotify. En abril de 2006, Lorentzon con Ek decidió iniciar una nueva empresa y Daniel hace que Martin deje la junta directiva de Tradedoubler.
En 2007, Tradedoubler adquirió Interactive Marketing Works Ltd y sus filiales ("The IMW Group"). 
El Grupo IMW consta de dos entidades comerciales, 'The Search Works', una agencia de marketing de motores de búsqueda y 'The Technology Works', un proveedor de tecnología para el marketing de motores de búsqueda.
En 2012, Tradedoubler fue la primera red paneuropea en lanzar una oferta integrada de comercio electrónico y de afiliados de comercio móvil que cubría el comportamiento cambiante de los consumidores para investigar y comprar a través de dispositivos móviles.
En abril de 2014, Tradedoubler nombró a Matthias Stadelmeyer como CEO.
El mismo año, Tradedoubler lanzó una herramienta de inteligencia empresarial que proporciona a los anunciantes información en vivo sobre el rendimiento del programa a través de paneles personalizados que visualizan información sobre los datos.
En enero de 2015, Tradedoubler adquirió la empresa de tecnología alemana independiente Adnologies, un especialista en publicidad basada en datos. 
En marzo de 2015, Reworld Media se convirtió en el principal propietario de Tradedoubler al adquirir una participación de 19,1 en la empresa. 
En septiembre de 2015, Tradedoubler lanzó la tecnología de seguimiento sin cookies para permitir el seguimiento del comportamiento en línea, incluso cuando no hay una cookie HTTP, mediante la creación de una huella digital en el dispositivo. 
En 2016, Tradedoubler lanzó User Journey Insights como parte de su herramienta de inteligencia empresarial para brindar a los anunciantes visibilidad de sus viajes de clientes en línea, desde los datos de afiliados hasta el espectro completo de su actividad de marketing digital. La empresa también lanzó Cross-Device Tracking, un servicio para analizar el impacto de la actividad de marketing en computadoras de escritorio y dispositivos móviles. El mismo año, Tradedoubler amplió su oferta de marketing de resultados al sudeste asiático con una nueva oficina en Singapur para desarrollar estrategias de marketing de resultados en la región asiática y la empresa adquirió R Advertising, una empresa de marketing por correo electrónico.
En 2016, Tradedoubler también presentó su servicio programático que ayuda a los anunciantes a identificar nuevos clientes potenciales. Mediante una combinación de información basada en datos e inteligencia artificial, Tradedoubler ayuda a comprender el comportamiento de compra y a identificar y llegar a nuevos clientes con publicidad dirigida.
En 2017 la empresa adquirió Metapic, una plataforma para la recomendación de productos dentro de los medios de comunicación influyentes y de estilo de vida premium. Seis meses después, la plataforma ha atraído a 20.000 usuarios con un alcance de más de 2 millones de visitantes únicos por semana en Suecia, Noruega y Dinamarca. Durante 2018, Metapic se ha implantado en Reino Unido, Francia, Alemania, Polonia, España e Italia.
En noviembre de 2018, Reworld Media anunció una oferta pública en efectivo recomendada para los accionistas y poseía el 40% de las acciones de Tradedoubler después de que expirara la oferta.
En marzo de 2019, Tradedoubler anunció su visión de producto de una plataforma abierta que permite relaciones directas automatizadas y transparentes entre anunciantes y editores que utilizan tecnología blockchain para el almacenamiento de datos. El mismo mes presentó una nueva interfaz de editor y API como las primeras aplicaciones basadas en la plataforma.
Actualmente, la compañía cuenta con quince oficinas en diez países: Suecia, Reino Unido, Francia, Alemania, Suiza, Países Bajos, España, Italia, Polonia y Singapur. Su red de afiliados está presente en más de 80 países y cuenta con más de 180 000 editores activos y más de 2 000 anunciantes.

## Directores ejecutivos
| Nombre               | Desde    | Hasta    |
| Martin Henricson     | 01.02.01 | 27.03.07 |
| Will Cooper          | 28.03.07 | 21.12.08 |
| Örjan Frid           | 22.12.08 | 15.02.10 |
| Urban Gillström      | 16.02.10 | 28.06.12 |
| Rob Wilson           | 29.06.12 | 21.04.14 |
| Matthias Stadelmeyer | 22.04.14 | hoy      |